# 姶良TN火山灰

入户火碎流（紫圈）和姶良Tn火山灰（黄圈）的分布范围。九州南部和四国西部厚达50cm，分布广达东北地区、朝鲜半岛。

姶良Tn火山灰是指姶良火山臼在约2.9万~2.6万年前喷发出的大量火山灰，又称AT火山灰。Tn表示丹泽，关东地区的丹澤山地分布大量浮岩，1976年代町田洋判断出它起源于姶良，因此命名，Tn是丹泽（Tan zawa）的缩写，AT即日语姶良（Ai ra）和丹泽（Tan zawa）的罗马字首字母缩写。此次喷发在附近地区造成的火山碎屑流称作入户火碎流，随着偏西风卷起的火山灰散落在了半径约一千公里的地方，即称姶良Tn火山灰。火山灰形成的地层成为旧石器时代年代断定关键地层。